# 影島亜美
影島亜美（かげしま あみ、1997年9月9日 - ）は、静岡放送（SBS）のアナウンサー。

## 略歴
静岡県富士市出身。
名前の由来は、亜美の“亜”に控えめにという意味があり、控えめに美しくという意味が込められている。父が歌手のPUFFYが好きなため、亜美か由美のうちで顔を見て亜美に決まった。
幼少期、クラッシックバレーの経験あり。(2025.7.10放送 Soleいいね)
中学・高校時代の部活はコーラス部でミュージカルと合唱を、大学時代は英語部に所属。
大学時代、第二外国語は中国語を選択。(2025.7.10放送 Soleいいね)
アナウンサーになろうと思ったきっかけは、地元に情報番組のリポーターでアナウンサーが来て憧れ、リポーターになりたいと思ったこと。
2024年2月3日に静岡浅間神社で行われた節分祭にて、特別御年役として豆まきに参加。
2024年6月1日にエスパルスドリームプラザで行われた「静岡イチ早い夏まつり？！ナツイチフェス」内でSATURDAY View→Nの公開生放送が行われ、自身初の公開生放送となった。
2025年1月25日、生誕10000日を迎えた。
2025年6月14日、エスパルスドリームプラザにて2回目となるSATURDAY View→Nの公開生放送を行う。(2024年度同様、ナツイチフェス内のコンテンツ) 
2025年6月、一般社団法人 全日本晴れ男・晴れ女協会 晴れ男・晴れ女検定認定試験合格。

## 人物
- MBTIはENFJの主人公。
- チャームポイントは大きい口。(本人談)
- 癖は頬を触ること。
- 趣味は、宝塚歌劇団観劇、動物と触れ合うこと、神社にお散歩、ホラー映画鑑賞、相撲観戦。
- 2024年3月、あるリスナーが財布を無くしたとメッセージを送った際、寒川神社にお参りしご利益を貰うようアドバイスを送る。後日、そのリスナーから財布が発見されたと続報が届き、この出来事から火曜「IPPO(いっぽ)」は『開運招福ラジオ』と名乗ることとなる。神社巡りをはじめ占い等も好むため、スピリチュアルアナウンサーとも呼ばれる。
- 御神籤を引く前のルーティンとして、手を合わせて「よろしくお願いします」と言っている。
- 月刊ムーを愛読している。(2025.6.6放送いっぽ)
- 隠れた趣味として泥団子作りがある。きっかけは、大学生の時にインターンで行った藤枝の従兄弟の左官屋でピカピカでカラフルな泥団子に出会ったこと。作ったものは台座に置き、自宅玄関に飾っている。SBSラジオ「ゴゴボラケ」の中継に従兄弟が出演したことがある[8][9][10]。後に、SBSテレビ「ヨエロスン」にも出演。
- ハロー!プロジェクトを始めとしたアイドルが好きである。担当番組「IPPO (いっぽ)」で流れる曲はアイドル曲が選曲されることも多い。また番組にはこれまで、多くのハロプロメンバーが出演している。元Juice=Juiceの宮本佳林や元つばきファクトリーの小片リサ、つばきファクトリーの小野田紗栞・村田結生・土居楓奏、アンジュルムの佐々木莉佳子・橋迫鈴・松本わかなからのコメントが届いたことを始め、モーニング娘。'24野中美希、弓桁朱琴、BEYOOOOONDSの高瀬くるみ・小林萌花、Juice=Juiceの井上玲音・江端妃咲へ直接インタビューも行っている。また、ハロプロメンバーとSBSテレビSoleいいね!での共演もあり。
- プライベートでは、ハリネズミのたぬきと暮らす。実家には同じくハリネズミのとげしーがいる。たぬきは初対面時とお迎え時で顔が別だったとWASABI(代打回)で話している。
- 顔が付いたクリスマスツリーの置物を季節の行事に合わせてデコレーションしている。ツリーの愛称は「もみしー」[11][12][13][14][15]。
- スターバックスのキャラメルマキアートを好む。ただしインスタントコーヒーとの味の違いはわからない。最近は、タリーズコーヒーのヨーグルト&アサイー（ハチミツトッピング）にハマる。
- 人生初スターバックスは静岡市にある呉服町店(2025年2月末に閉店)。小学生の頃からスターバックスに通い、塾終わりにココアやスターバックスラテ(はちみつかけ)を飲んでいた[16]。
- ある時、白湯を飲んでいたところ野路毅彦アナウンサーに声をかけられ、『キャラメルマキアートだけじゃないんですね。水も飲めて成長したんですね。』と賞賛されたエピソードがある。
- 生牡蠣が好きで1日50個ほど食べたことがある。
- セブンティーンアイスは幼い頃からソーダフロート味を好む。
- 好きなお菓子の1つにカプリコがある。
- スマホはフリック入力できないため、片手入力派。
- おぱんちゅうさぎとサンリオキャラクターのあひるのペックル推し。
- 綺麗好きで、自宅の部屋の中は髪の毛1本でも落ちていると夜中でも掃除をする。
- 前髪は半月に1回美容院に行き切っている。眉毛のラインに合わせることにこだわっている。(2025.6.7放送サタデービューン)
- 好きな色はピンク。
- なに界隈かと言われればピンク界隈。お風呂キャンドル界隈でもある。
- ストレス発散する時に見る映画はピンク系の映画。ピンク系とは、そっちの意味ではなく、ピンクの服を着た主人公が出てくる映画である。クルーレスやキューティ・ブロンドを挙げている。(2025.8.16放送サタデービューン)
- 2025年1月時点でスマホの写真フォルダは37,000枚。
- 朝ごはんは幼少期はパン派(特に菓子パン)であったが、20代になってからご飯の美味しさに気づきご飯派に。たまに食べるシリアルも好む。最近は、担当番組「いっぽ」の日の朝食は「日本全国8時です」ネット中の8時に番組スタッフと食べるおにぎりと味噌汁がお気に入り。人生1番の朝食は、2023年夏に北海道・釧路の和商市場で食べた自分で魚を選べる海鮮丼。この時に選んだのはサーモン、イクラ、うに、かに、甘エビ[3]。
- サタデービューンのメールテーマが「遺伝子トーク」だった際、自分以外の家族は手先が器用と話した。(母は編み物、妹は手料理)そのため、小学生の頃に嫌いな教科は図工だった。(2025.4.26放送)
- 影島家は全員文系。大体のことは「可愛い」と概念で会話をする。
- プロポーズは108本の花束が欲しいと願っている。ただし、煩悩の数ではなく「108(永遠(とわ))」の意味で望んでいる。(2025.5.17放送サタデービューン)
- 結婚式の引き出物でカタログギフトを貰ったらその日の夜に決める。最近はハンバーグ6個セットや熊野筆のチークブラシをセレクト。(2025.6.6放送いっぽ)
- 自宅はソファ派。床から近いタイプのソファを好む。(2025.6.28放送サタデービューン)
- Appleウォッチ付けない界隈で腕時計つけたい界隈。(2025.6.28放送サタデービューン)
- 2025年上半期ベストバイはトッピンぎゅ〜！。子供の頃からカラースプレーが大好物。(2025.6.28放送サタデービューン)
- ホテルの朝食バイキングでは、ソーセージ、ベーコン、タマゴを取りがち。ホテルの朝食バイキングをどれだけ綺麗に取れたか用のインスタアカウントを開設するのが夢。(2025.8.9放送サタデービューン)
- 担当番組の「いっぽ」出勤時に毎週会うカラスがいる。(2025.8.16放送サタデービューン)

## 担当番組

### テレビ
- Soleいいね!
- しずおか びっくりTV
- 静岡発そこ知り
- 静岡新聞ニュース
- いいジャン！しずおか(不定期)

### ラジオ
- IPPO（2025年3月25日まで火曜パーソナリティ、2025年4月改編より金曜パーソナリティ、 SBSラジオ）
- Saturday View→N（SBSラジオ、土曜7:30 - 11:00）
- 静岡新聞ニュース
- 地方創生プログラム ONE-J（2025年2月9日、ハレノ日だよりに出演）[17]